# Casa Mateu (Prat de Comte)
La Casa Mateu és una edificació de Prat de Comte (Terra Alta) inclosa a l'Inventari del Patrimoni Arquitectònic de Catalunya.

## Descripció
Habitatge unifamiliar cantoner construït sobre base anterior quasi inapreciable. De dues plantes i golfa, la primera s'utilitza com a magatzem, consta de sòcol i no té obertures. S'hi accedeix mitjançant una porta d'arc apuntat. La segona correspon a l'habitació i presenta tres balcons consecutius. La golfa presenta als seus dos extrems dues parelles de petites finestres.
Ràfec amb petites motllures i recollidor d'aigua de teula àrab, com la coberta. Raçanes arrebossades i emblanquinades.